# Leone Baptiste Dumonceau

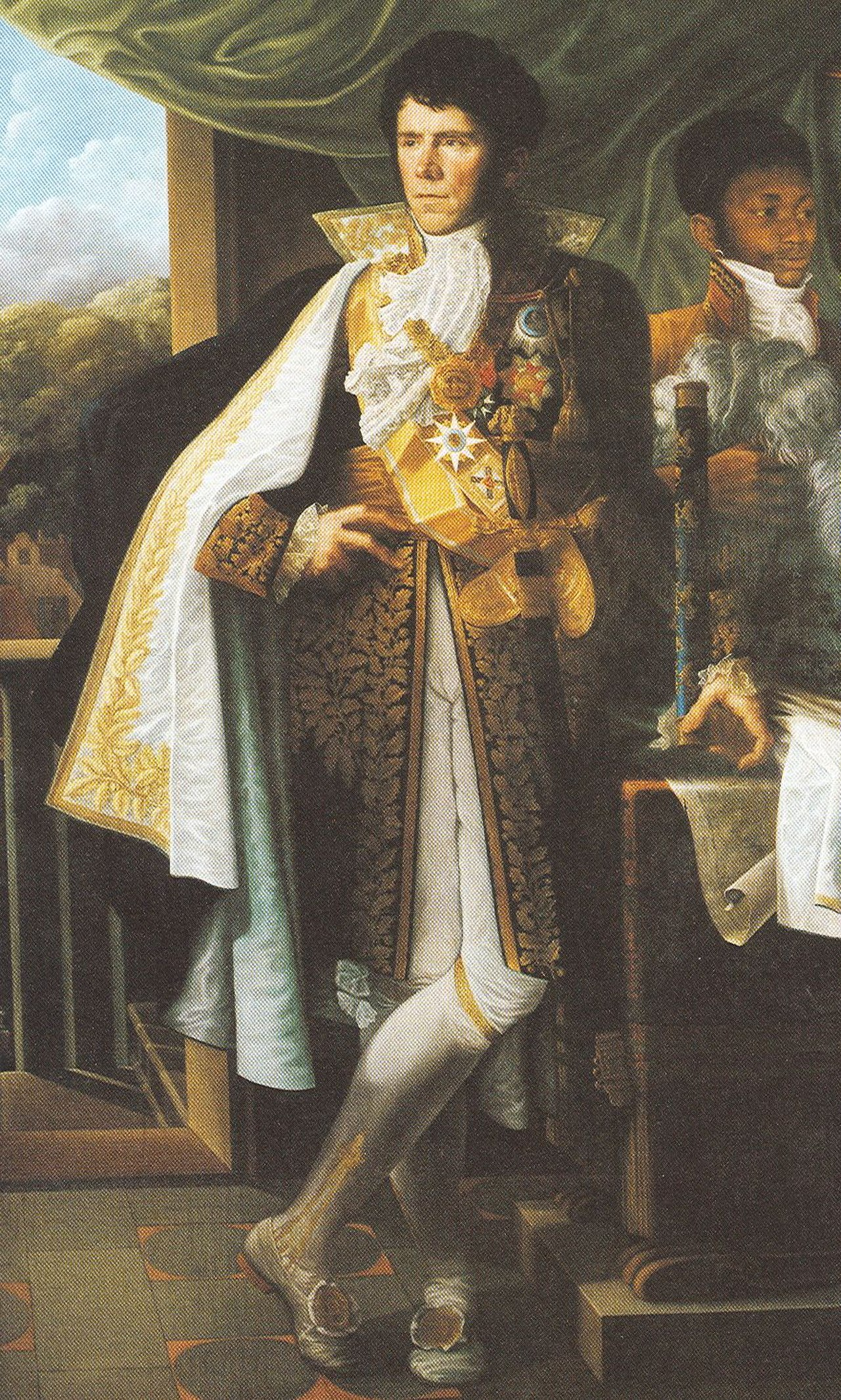

Leone Baptiste Dumonceau, Graf von Bergendahl (sprich: dümongßoh, auch Jean-Baptiste; * 7. November 1760 in Brüssel; † 29. Dezember 1821 in Brüssel) war ein niederländischer Offizier und Marschall von Holland.

## Wirken
Dumonceau beteiligte sich 1787 am Aufstand der Niederlande gegen Österreich und ging, nachdem die Brabanter Revolution 1790 unterdrückt worden war, nach Frankreich. Bereits 1793 erhielt er als Auszeichnung seiner Teilnahme an der Schlacht bei Jemappes und der Schlacht bei Neerwinden den Rang eines Général de brigade. 1794 kämpfte Dumonceau unter Pichegru in Holland und wurde zum Kommandanten von Amsterdam ernannt. 1795 trat er als Generalleutnant in den Dienst der Batavischen Republik und schlug 1799 die in Holland eingedrungenen Russen und Engländer in der Schlacht bei Bergen. 1807 wurde er zum Marschall von Holland ernannt. Er schlug dann 1809 die Engländer erneut auf Walcheren. 
Nach der Vereinigung der Republik mit Frankreich wurde Dumonceau von Napoleon an die Spitze der 2. Militärdivision gestellt und zum Grafen von Bergendahl ernannt. 1813 nahm Dumonceau am Krieg in Deutschland teil und vertrieb am 26. August bei Dresden die Russen von den Höhen von Pirna und führte nach der Niederlage bei Kulm seine Truppen geschickt zwischen den preußischen und österreichischen Korps zur Hauptarmee zurück. 
1815 schied Dumonceau aus den französischen Diensten und kehrte nach Brüssel zurück. 

## Ehrungen
Sein Name ist am Triumphbogen in Paris in der 1. Spalte eingetragen.
| Personendaten    | Personendaten                                  |
| ---------------- | ---------------------------------------------- |
| NAME             | Dumonceau, Leone Baptiste                      |
| ALTERNATIVNAMEN  | Bergendahl, Leone Baptiste Dumonceau, Graf von |
| KURZBESCHREIBUNG | niederländischer Militär                       |
| GEBURTSDATUM     | 7. November 1760                               |
| GEBURTSORT       | Brüssel                                        |
| STERBEDATUM      | 29. Dezember 1821                              |
| STERBEORT        | Brüssel                                        |